# Marie Votrubová-Haunerová
Marie Votrubová-Haunerová (2. srpna 1878 Praha – 23. května 1957 Praha) byla česká básnířka, fejetonistka, dramatička a překladatelka.

## Život
Narodila se v rodině pražského restauratéra a hoteliéra Wilhelma Haunera (1842 Olešná – 1919 Praha) a Julie rozené Hlaváčové. Měla pět sourozenců: Viléma (1877), Julii (1882), Antonína (1882–1890), Julia (1883) a Kristinu (1896). Její otec byl majitelem prestižního prosperujícího hotelu U arcivévody Štěpána (potom hotel Šroubek). Později to byl hotel Evropa na Václavském náměstí. 
Vystudovala Vyšší dívčí školu v Praze. Brzy se provdala za Jana Votrubu. S manželem pobývala často v cizině. Postupně v Indii, Turecku, Řecku, Francii a v letech 1908–1909 v Itálii. Zde došlo k jejímu seznámení s významným spisovatelem Gabrielem d'Annunzio, kterého obdivovala. Stala se propagátorkou a překladatelkou jeho díla, například Dcera Joriova, Amaranta, Triumf smrti aj.
Přispívala verši do časopisů Lumír, Besedy Času, Humoristické listy, Duch času, Rozkvět – obrázkový čtrnáctideník. Překládala z angličtiny, ruštiny, francouzštiny, italštiny a španělštiny. Používala pseudonym Avo Burtov.

## Dílo

### Verše
- Touhy – in: Lumír 1894[4]
- Jeptiška – in: Lumír 1896[5]
- Co rozmar přinesl – Praha: Bursík a Kohout, 1902
- Monolog – in: Besedy Času, 1902[6]
- Bez adres – in: Humoristické listy, 1910[7]
- Makovička – in: Rozkvět, 1911[8]
- Jako na zemi, tak i na nebi – in: Duch času, Chicago: 1911[9]
- Ahoj – in: Humoristické listy, 1911[10]

- Srdce, o člověku mluv mně! – Praha: Edvard Beaufort, 1912
- Smích mrtvých – in: Lyrický rok 1913 – F. S. Procházka. Praha: František Topič, 1913
- Nuže, to Láska jest? – in: Česká lyra: nárys české lyriky novodobé – F. S. Procházka. Praha: Unie, 1918[11]
- Rada – in: Česká lyra: nárys české lyriky novodobé – F. S. Procházka. Praha: Unie, 1918[12]

### Próza
- Povídka bez tendence – in Besedy Času, 1911[13]

### Drama
- Martička pianistka; Jašmak; Když volí ženy ženu: dramata – Praha: J. R. Vilímek, 1917
- Rovnováha: drama o jednom dějství; Senoseč: veselohra o jednom dějství – Praha: J. R. Vilímek, 1948

### Překlady
- Koráb: tragedie – Gabriele d'Annunzio. Praha: Jan Otto, 1910
- Snad ano, snad ne – Gabrielle d'Annunzio. Praha: J. R. Vilímek, 1910
- Dcera Joriova: pastýřská tragedie – Gabrielle d'Annunzio. J. R. Vilímek, 1912
- Potupný kvas – Sem Benelli. 1912
- Faidra: tragedie – Gabrielle d'Annunzio. J. R. Vilímek, 1912
- Aby Lillo nelítal – Ugo Ojetti; úvod František Sekanina; in: 1000 nejkrásnějších novel č. 37. Praha: J. R. Vilímek, 1912
- Třetí manžel – Sabatino Lopez. 1914
- Krev a písek – Vicente Blasco Ibáñez. Plzeň: Karel Beníško, 1920
- Politické lekce z historie. I., Vilém Pitt, hrabě z Chathamu – Thomas Babington Macaulay. Praha: vlastním nákladem, 1920
- Čtyři příběhy o ubohé lásce; Dobrá Magdalena; Ubohá Marie – Charles-Louis Philippe. Praha: Aventinum, 1921
- Lvi: román – Paul Adam. Praha: Státní tiskárna, 1921
- Scàmpolo – Dario Niccodemii; z italštiny. Praha: Pražská akciová tiskárna, 1922
- Milostné dobrodružství; Modré okénko – Gyp; z francouzštiny. Praha: Alois Hynek, 1923
- Šest postav hledá autora – Luigi Pirandello. Praha: Zora, 1923
- Rubé – Giuseppe Antonio Borgese. 1924
- Triumf smrti – Gabrielle d'Annunzio. 1929
- Amaranta: deník tragické lásky – Gabrielle d'Annunzio. Praha: Čin, 1943[14]

### Jiné
- Srdce [rukopis]: píseň pro vysoký hlas – na slova M. Votrubové-Haunerové napsal Milan Balcar. 1909